# Pueblo Cumarebo (paroisse civile)
Pour les articles homonymes, voir Pueblo Cumarebo.
Ne doit pas être confondu avec Puerto Cumarebo (paroisse civile) ou Puerto Cumarebo (Venezuela).
Pueblo Cumarebo est l'une des cinq paroisses civiles de la municipalité de Zamora dans l'État de Falcón au Venezuela. Sa capitale est Pueblo Cumarebo.

## Géographie

### Démographie
Hormis sa capitale Pueblo Cumarebo, la paroisse civile comporte plusieurs localités dont :
- Curamebito
- Curumiana
- El Caballo
- El Paují
- La Cieneguitas (partagé avec Tocopero)
- La Isla
- Moturo
- Pueblo Cumarebo
- San Francisco
- San Miguel
- San Nicolás
- San Pablo
- San Rafael
- San Vicente
- Santa Rita
- Santa Rosa
- Turupia